# 马赛 (谢尔省)
马赛（法語：Massay，法語發音：[masɛ]），法国中部市镇，位于中央-卢瓦尔河谷大区谢尔省，隶属于维耶尔宗区，其市镇面积为47.94平方公里，2022年1月1日时人口数量为1,347人，在法国城市中排名第7,668位。
马赛位于谢尔省西部，南侧与安德尔省接壤，多条公路在此交汇。

## 地名来源

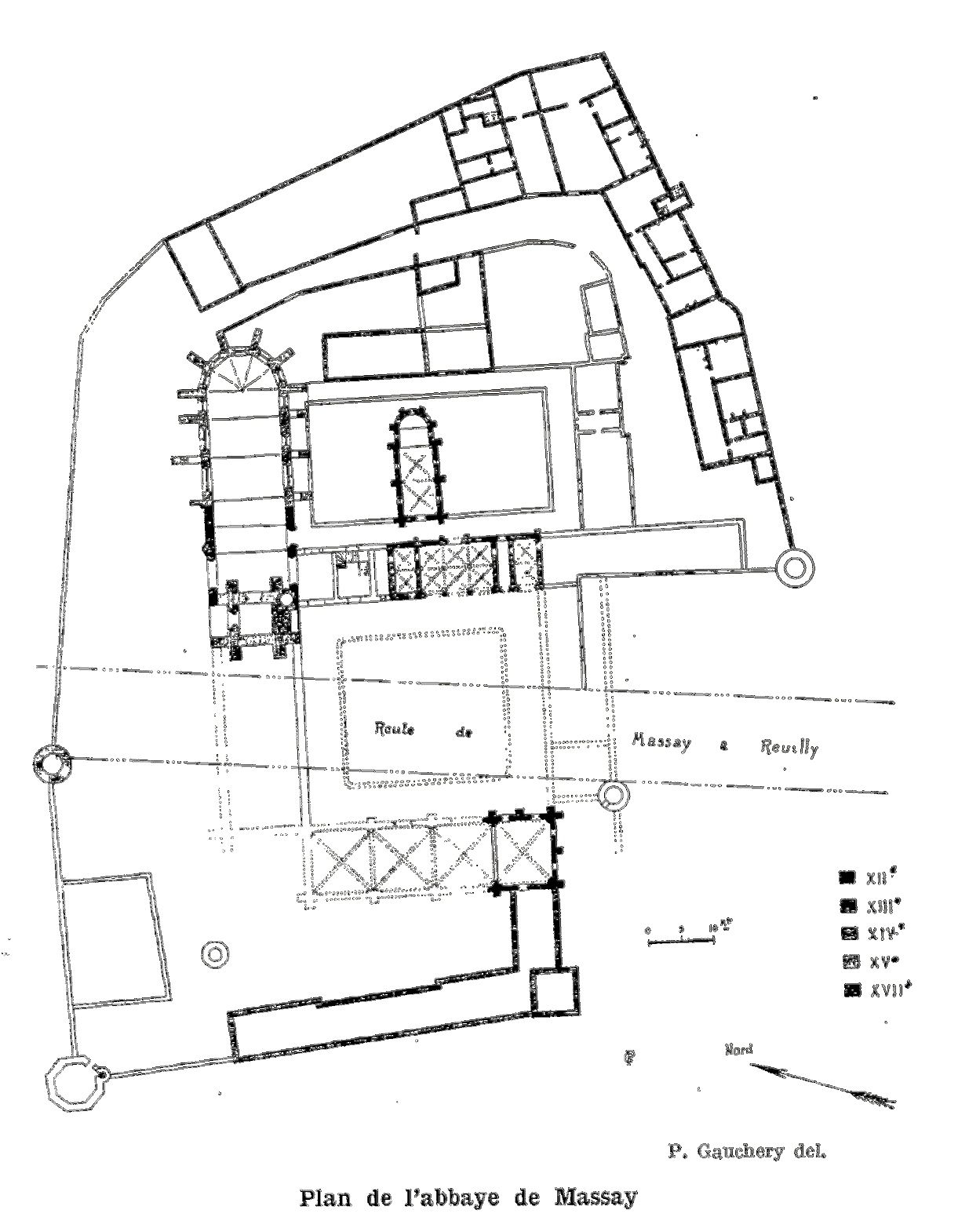
圣马丁修道院平面图

“Massay”一名可能与人物Massias有关，后者被认为是马赛的缔造者。

## 历史
马赛的早期历史尚不清楚。根据《中西部新共和国报》的一篇文章，马赛于公元四世纪由Massias所建。公元738年，一名来自阿基坦的道士埃贡（Egon d’Aquitaine）在马赛境内创建了圣马丁修道院。中世纪时，圣马丁修道院多次遭遇火灾，其中1128年的一场火灾使得马赛镇上也遭到了破坏。宗教战争期间，新教徒亦曾破坏修道院。1736年，在拉罗什富科的多米尼克的要求下，马赛圣马丁修道院关闭，原建筑改为普通教堂。法国大革命后，马赛成为谢尔省的一个市镇。1822年，圣马丹德库尔（Saint-Martin-de-Court）和圣樊尚德日（Saint-Vincent-de-Gy）两个市镇并入马赛。自20世纪以来，当地人口数量逐年下降。途径马赛的A20高速公路于1990年建成。

## 地理

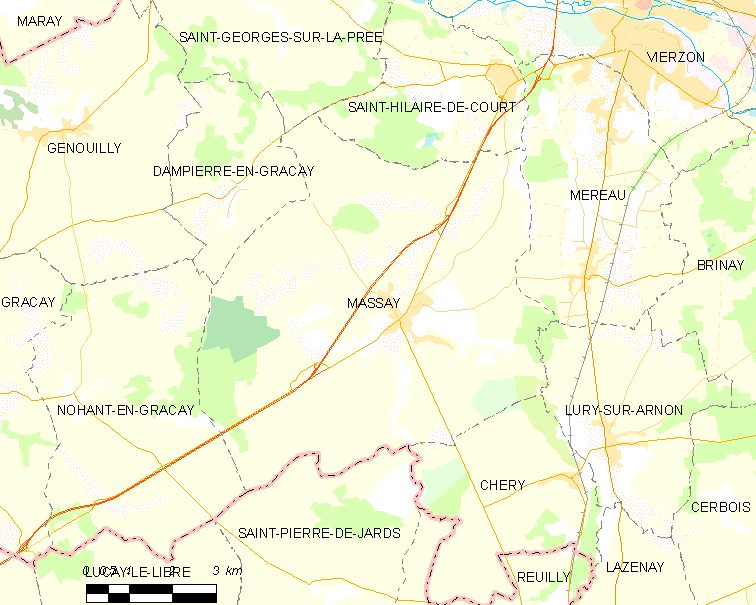
马赛市镇范围地图

马赛位于法国中部，中央-卢瓦尔河谷大区中南部和谢尔省西部，距离省会布尔日大约37公里。与马赛接壤的市镇包括：阿尔农河畔吕里、普雷河畔圣乔治、圣伊莱尔德库尔、当皮埃尔昂格拉赛、诺昂昂格拉赛、谢里、梅罗和圣皮埃尔德雅尔。

### 地形
马赛位于贝里平原西部，境内以缓丘和平原为主，市镇中心地势较为平坦，全境海拔在99到164米之间。

### 水文
阿尔农河自南向北流经市镇东北部边界，其左岸支流埃尔邦河自西南向东北流经马赛镇中心南侧。

### 植被
马赛属于温带阔叶混交林区，林地多分布于河流附近，市镇范围西端为隆尚森林（Forêt de Longchamp）。
在鲜花城市的评比中，马赛暂未被评级。

### 气候
马赛在柯本气候分类法中属于温带海洋性气候（Cfb）。

## 行政区划
马赛的市镇编号为18140，邮政编号为18120。
在行政管理方面，马赛隶属于法国中央-卢瓦尔河谷大区谢尔省维耶尔宗区；在地方选举方面，马赛隶属于耶夫尔河畔默安县，其市镇范围全境被划入谢尔省第二选区；在社会管理方面，马赛是维耶尔宗索洛涅-贝里市镇公共社区的组成部分。
截至2024年2月，马赛市镇范围内暂无任何城市敏感街区及城市政策优先街区。
法国国家统计与经济研究所（简称）在进行数据统计时，未将马赛划入任何城市核心区（Unité urbaine），并将包括马赛在内的周边共11个市镇划为维耶尔宗城市区。自2020年起，维耶尔宗城市区被包含20个市镇的维耶尔宗城市辐射区代替。此外，还将马赛市镇整体看作一个“块区”（IRIS），以便于统计人口分布情况。

## 交通

### 公路
A20高速公路纵贯马赛并设有出入口连接市区，另有谢尔省省道D18e线、D63线、D75线和D2020线在马赛境内交汇。中央-卢瓦尔河谷大区城际客运（商业名称为“Rémi”）下属的谢尔省城际客运235线经停马赛，可前往维耶尔宗、瓦唐和格拉赛。
2020年，73.2%的马赛家庭拥有至少一辆私人汽车。2021年，马赛境内共发生各类交通事故2起，造成3人受伤，其中2人重伤。
| 8 | 2.6 |

| 布尔日 | 37 |

| 维耶尔宗 | 11 |

| 勒伊 | 8.5 |

### 铁路
历史上曾有一条连接维耶尔宗和伊苏丹的地方铁路途径马赛，该铁路现已无迹可循。
距离马赛最近的运营中的客运铁路车站为11公里外的维耶尔宗城站，该站停靠前往巴黎、里昂、南特、图卢兹等地的城际列车以及前往奥尔良、图尔、利摩日、讷韦尔和蒙吕松五个方向的区域列车。

### 航空
马赛距离沙托鲁机场的公路里程大约46公里。

### 城市公共交通
截至2024年2月，马赛暂无城市公共交通系统。

## 政治
马赛的现任市长为多米尼克·莱韦克先生（Dominique LEVEQUE），他是一名无党派人士，在2020年的市政选举中获得了44.86%的支持率。
在2022年的法国总统大选的第二轮选举中，法国极右翼政党国民阵线主席玛丽娜·勒庞在马赛获得了56.83%的支持率。

## 人口
2020年，马赛市镇人口数量为1,353，在法国排名第7,668位。其中男性675人，女性678人，75岁及以上人口占10.4%，外籍人口数量为36人，人口密度为28人/平方公里，当地居民被称为（男性）或（女性）。2022年，马赛境内出生15人，死亡人口16人。
| 马赛1901年－2021年人口变化情况 |
|                                |
| 数据来源：Cassini、INSEE       |

## 经济
截至2024年2月，马赛市镇范围内共有各类用人单位（包含自雇）181家，平均历史为17年，其中98.44%为中小型企业（PME），2023年12月至2024年2月间，当地的经济活力指数为0.55%。（医疗器械）是当地2021年营业额最高的企业，为19,626,389欧元。

## 财政与居民收入
2021年，马赛的财政收入总额为1,060,230欧元，财政支出总额为932,670欧元，当年的债务总额为938,170欧元。2021年，马赛市镇通过增值税获得105,740欧元的收入，此外当地还共获得了51,320欧元的国家直接财政补助。
| 马赛居民收入情况                                 | 马赛居民收入情况 | 马赛居民收入情况      | 马赛居民收入情况 |
| 内容                                             | 马赛             | 法国                  | 统计年份         |
| ------------------------------------------------ | ---------------- | --------------------- | ---------------- |
| 征税家庭总数                                     | 619              | 1,081（法国市镇平均） | 2022年           |
| 居民平均月收入                                   | 2,011欧元        | 2,435欧元             | 2022年           |
| 高级职员人均月收入                               | 不详             | 4,331欧元             | 2021年           |
| 中级职员人均月收入                               | 不详             | 2,470欧元             | 2021年           |
| 普通职员人均月收入                               | 不详             | 1,801欧元             | 2021年           |
| 贫困率                                           | 不详             | 14.5%                 | 2020年           |
| 青壮年（15至64岁）失业率                         | 10.3%            | 7.4%                  | 2020年           |
| 征税家庭数量占比                                 | 43.6%            | 45.5%                 | 2020年           |
| 家庭年均纳税                                     | 1,964欧元        | 4,393欧元             | 2022年           |
| 资料来源：INSEE、L'Internaute、Le Journal du Net |                  |                       |                  |

## 社会事务

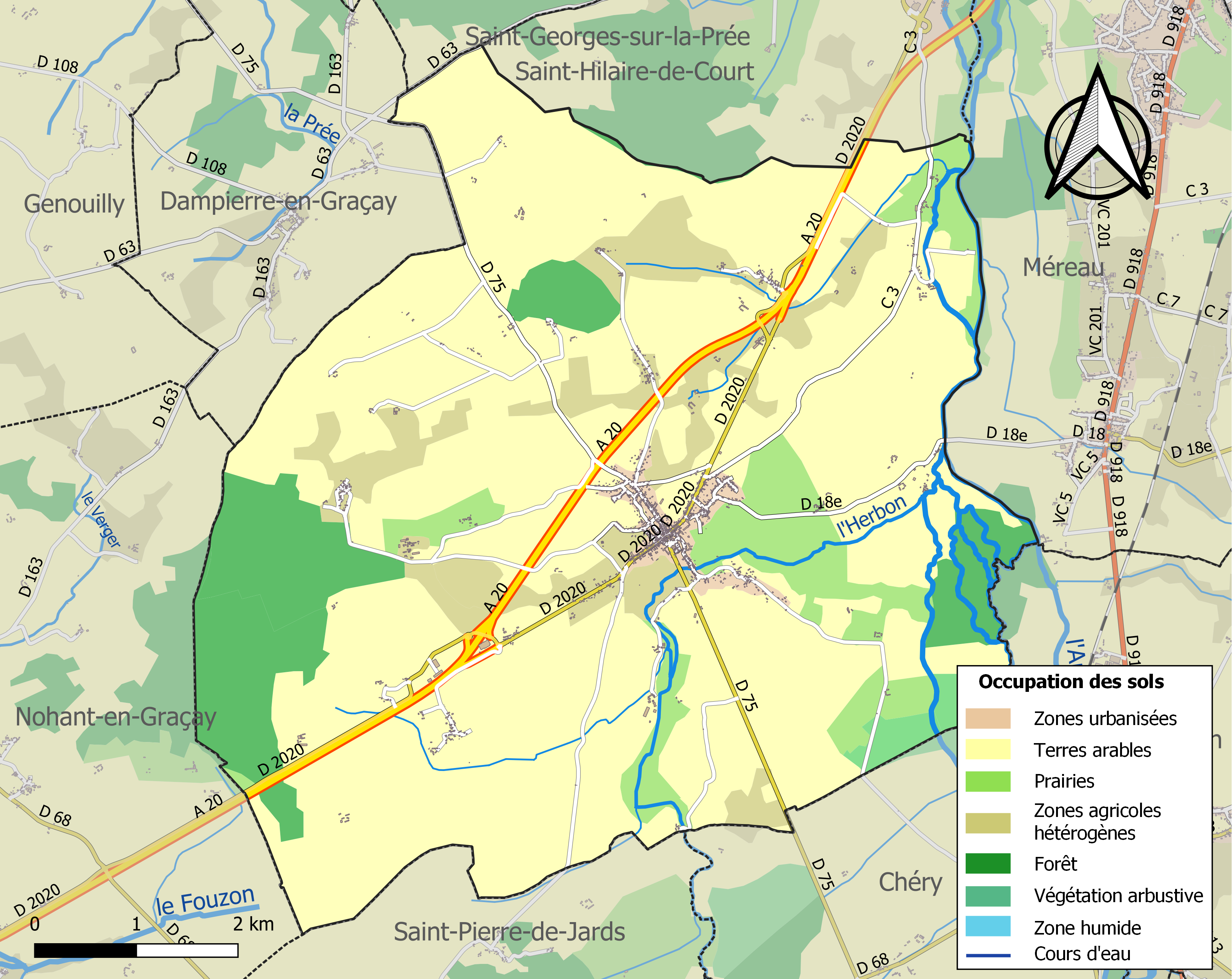
马赛土地利用情况地图

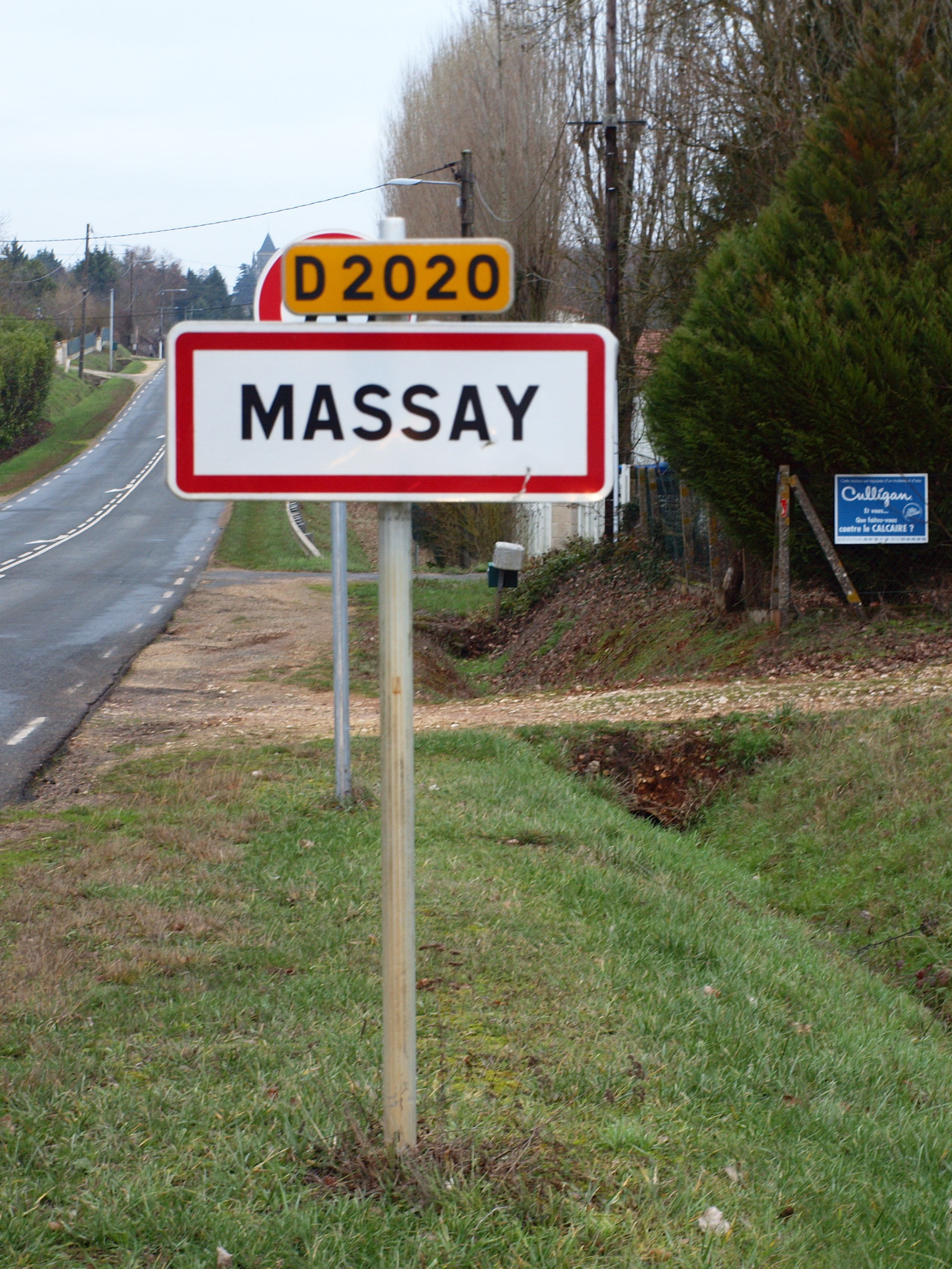
马赛入城路牌

### 教育
马赛属于奥尔良-图尔学区。截至2021年1月1日，马赛境内有1所小学。

### 医疗
截至2022年1月1日，马赛境内共有全科医生1名、护士2名和药房1家。
距离马赛最近的区域性医疗机构为维耶尔宗中心医院（Centre Hospitalier de Vierzon），其主病区莱奥·梅里戈医院（Hôpital Léo Mérigot）位于维耶尔宗市区，距离马赛市区的正常车程大约10分钟，该院设有床位125个，是维耶尔宗区规模最大的公立综合性医院。

### 住房
2020年，马赛境内共有各类住房775套，其中96.6%为独立式住宅，2.5%为集中式住宅。常住房屋占马赛市镇范围内居民建筑总量的79.7%。
在住房保障政策方面，2022年，马赛境内共有54户家庭获得了住房经济补助，受益人数占总人口数量的5.1%，其中47份为房租补助。

### 商业
2021年，马赛境内共有各类实体商铺22家，其中杂货店1家、面包房1家、肉铺2家、美容美发店3家、汽车维修店3家。

### 体育
2021年，马赛境内共有1处网球场和1处足球或橄榄球场。
截至2024年2月，马赛体育俱乐部（S.C Massay，编号512286）是马赛境内唯一的一家注册足球俱乐部，其主队2023至2024赛季参加谢尔省足球联赛甲组（法国第九级别），其主场为泰奥多尔·拉尔什韦克球场（Stade Théodore Larchevêque）。

### 环境
马赛的环境事务由其所属的维耶尔宗索洛涅-贝里市镇公共社区联合各级政府协调负责。2021年，马赛境内暂无污染企业。

### 治安
马赛及其附近的共55个市镇是维耶尔宗国家宪兵队（zone gendarmerie de Vierzon）的管辖范围。2020年，该宪兵队累计记录各类案件1,459起，其中盗窃类案件708起，经济类案件243起，毒品交易类案件64起。

## 文化

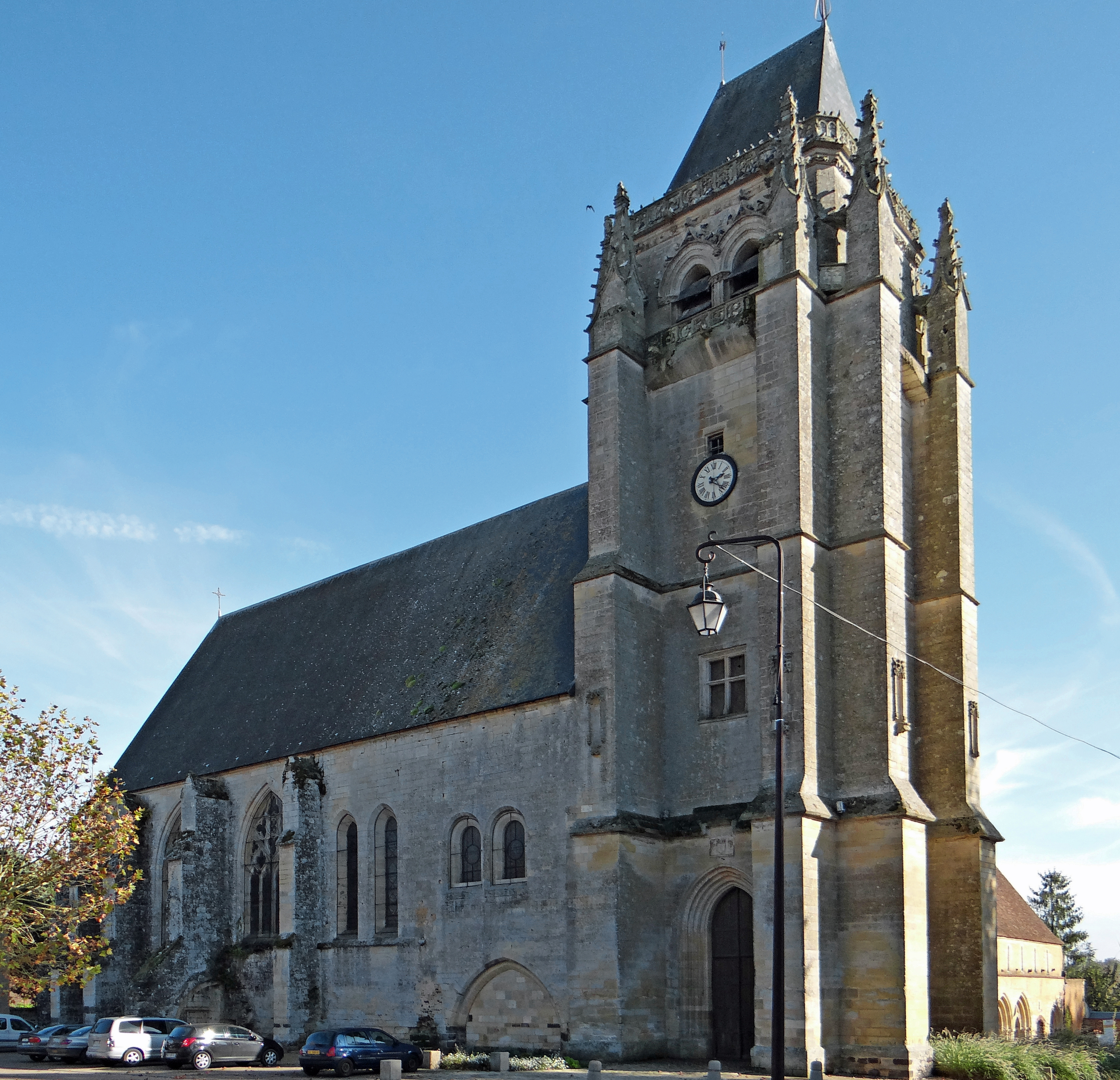
圣马丁修道院

2021年，马赛境内暂无任何文化设施。马赛境内建有市镇图书馆（Bibliothèque municipale），每周三、六向公众开放。

### 建筑
马赛境内有多处历史建筑，其中圣马丁修道院旧址、圣帕克桑教堂（Église Saint-Paxent de Massay）等为法国国家文物保护单位。

### 旅游
马赛的旅游事务由其所属的维耶尔宗索洛涅-贝里市镇公共社区联合各级政府协调负责。2023年，马赛境内暂无任何游客接待设施。

### 媒体
法国主要的媒体均可在马赛接收，法国电视三台下属的中央-卢瓦尔河谷大区频道在部分时段播出马赛所在谢尔省的地方新闻。《贝里共和党人报》、蓝色法兰西贝里广播、震动广播等是当地主要的地方性媒体。

## 友好城市
截至2024年2月，马赛暂未建立任何友好城市关系。